# Filippo Coletti
Pour les articles homonymes, voir Coletti.
Filippo Coletti (Anagni, 11 mai 1811 – Anagni, 13 juin 1894) est un baryton italien associé à Giuseppe Verdi. Coletti a créé deux rôles de Verdi : Gusmano d’Alzira et Francesco dans I Masnadieri. Verdi a révisé le rôle de Germont dans La traviata pour Coletti, dont l'interprétation a redéfini le rôle tel qu'il est connu aujourd'hui. Filippo Coletti a été, avec Antonio Tamburini (1800–1876) et Giorgio Ronconi (1810–1890), l'un des trois grands barytons italiens du XIXe siècle et l'un des premiers modèles de « baryton verdien ».
Coletti naît à Anagni, une petite ville au Sud-Est de Rome. Il commence sa carrière en chantant des rôles de baryton colorature dans des opéras de Rossini, Donizetti et Mercadante, avant de passer au répertoire vocal plus substantiel de Verdi. Coletti acquiert une notoriété à Londres, pour son rôle involontaire dans les émeutes des années 1840, au théâtre Haymarket, et plus tard, lors d'un poste de quatre ans à Londres, en chantant avec succès les principaux rôles de baryton. Coletti voyage beaucoup, chantant dans tous les grands théâtres d'Europe. De nombreux comptes rendus décrivent son jeu d'acteur, ainsi que la beauté de sa voix, qui a conservé agilité et élégance au cours d'une longue carrière, se produisant jusqu'en 1869. Verdi a envisagé un rôle pour Coletti lors le projet d'un Roi Lear non réalisé pour Naples. Après sa retraite de la scène, Coletti publie un recueil de chansons, Album Melodico, ainsi que des essais sur le chant et l'opéra.
Pour le philosophe Thomas Carlyle, Coletti a été « par l'empreinte de son visage, par les tonalités de sa voix, par son maintien général, […] un homme de sensibilité profonde et ardente, d'intuitions délicates, de sympathies justes ; d'origine, une âme presque poétique, ou un homme de génie ».

## Biographie

### Origines
Filippo Andrea Francesco Coletti naît le 11 mai 1811 à Anagni, une ville médiévale située à 60 km au Sud-Est de Rome, dans le quartier de Frosinone. Anagni est appelée la « Ville des Papes » (città dei Papi) en raison des cinq papes qui y ont vécu, régné ou sont nés à Anagni. Innocent III, (né Lotario dei Conti di Segni en 1160), Grégoire IX, (né Ugolino dei Conti di Segni), Alexandre IV, (né Rinaldo dei Conti di Segni 1180?–1185?) et Boniface VIII (né Benedetto Caetani à Anagni en 1235). La mère de Boniface était Emilia Conti, sœur du pape Grégoire IX. Un autre pape Conti était Michelangiolo Conti, élu en 1721, sous le nom d'Innocent XIII. Le fils de Filippo Coletti, Tito, finirait par se marier à cette illustre famille Conti. Anagni était alors la résidence d'été de la papauté, jusqu'au transfert récent à Castel Gandolfo. Le centre-ville se compose d'églises romanes, de campaniles, d'une cathédrale, du palais de Boniface VIII, du palais civique ; les rues escarpées et tordues sont cernées par les murs de l'enceinte romaine.

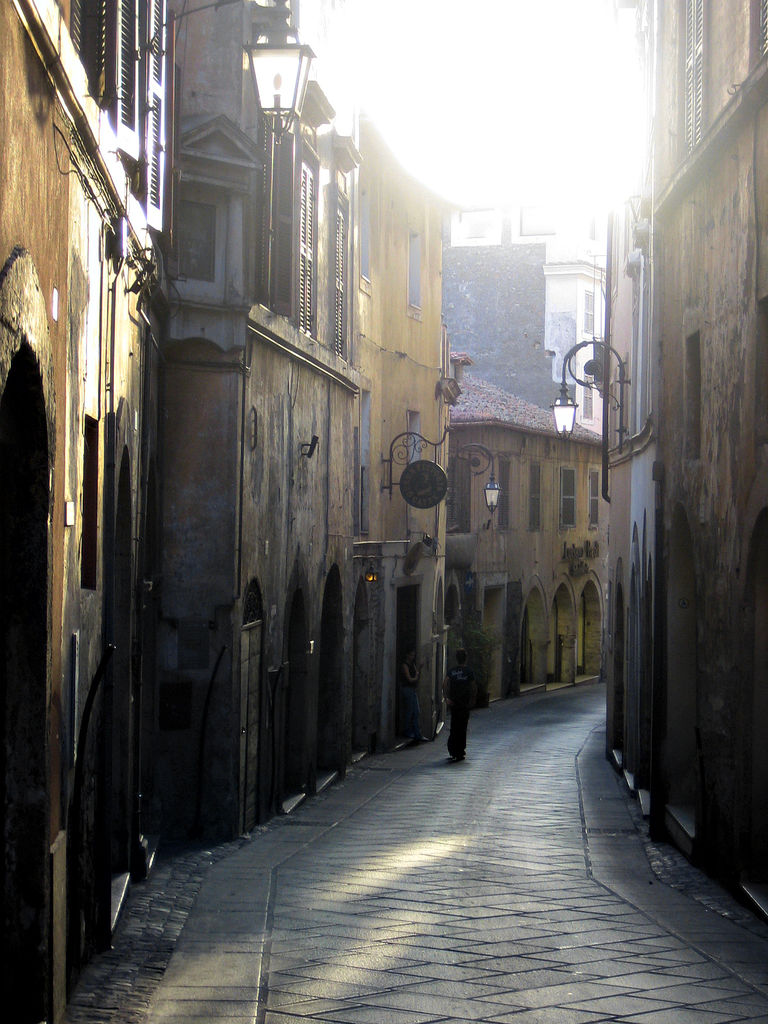
Via Maggiore (aujourd'hui Via Vittorio Emanuele) à Anagni, où se trouve la maison natale de Filippo Coletti.

Les parents de Coletti, Venanzio Coletti et Angela Viti, étaient d'extraction modestes, sans fortune ou éducation. Les Coletti ont eu huit enfants : Rosa, Filippo, Andrea, Alessandro, Temistocle, Domenico et deux autres filles. La famille vivait dans le centre-ville, au coin de Via Maggiore et Vicolo Cellacchio. Grâce aux revenus de Filippo Coletti, en 1843, la famille a déménagé dans une grande propriété à l'extérieur de la ville, administrée par son père Venanzio. Venanzio a continué à investir dans des terres et des bâtiments. À la mort de Venanzio, l'administration en a été repris par le frère de Coletti, Andrea. La propriété des Coletti existe aujourd'hui comme établissement vinicole, Coletti-Conti. Domenico Coletti, le plus jeune frère était chanteur d'opéra, s'est installé aux États-Unis et a vécu à New York. Domenico Coletti a chanté avec son frère Filippo à Vienne, en 1841. Il a créé le rôle de Cedrico dans Il Templario d'Otto Nicolai au Kärtnertortheater à Vienne cette même année, est apparu à Venise, Rome, Rovigo et Brescia, a chanté à La Havane, Cuba, pendant cinq mois, mais semblait avoir émigré en 1850 aux États-Unis. Domenico a chanté des rôles de basse et de basse-baryton dans les compagnies régionales d'opéra itinérantes telles que les compagnies d'opéra Maratzek, La Grange, Ullman et Vestvali. Il a également chanté sur scène avec le baryton Giorgio Ronconi à New York,. Domenico était marié à une chanteuse d'opéra, son fils, Paolo Emilio est retourné en Italie après la mort de Domenico en 1880. « The Athenaeum » affirme que « la voix à baryton bien tonifiée et expressive de Coletti ressemble à celle de son frère et qui a donné bravoure le contre-sol  de Maometto avec animation et une exécution puissante ».

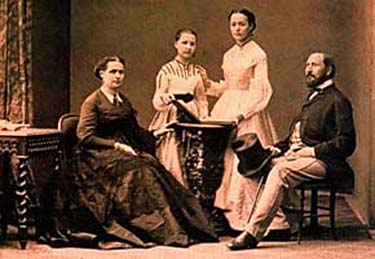
Coletti avec sa femme et ses filles.

En 1845, à trente-trois ans, Filippo Coletti se marie à Maria, dix-sept ans, fille de Giovanni Ambrosi, secrétaire communal d'Anagni. Le mariage est arrangé par Coletti, le père de Venanzio et s'est avéré heureux. Filippo et Maria ont quatre enfants : Tito (né à Anagni en 1846) qui a épousé son amour d'enfance Erminia Conti, après que Filippo Coletti ait conclu une négociation de trois ans du contrat de mariage avec Erminia Conti, père Andrea ; Decio (né à Paris, en 1848) un chanteur de talent, trop timide pour la scène, a épousé la Comtesse Teresa Laderchi ; Lavinía, qui a souvent chanté avec Coletti dans des concerts et des événements sociaux, et qui est mort jeune d'une maladie nerveuse ; et Valeria (née à Rome en 1853) qui a épousé le marquis Annibale Ossoli Della Torre.

### Début de carrière 1834-1840
Coletti commence son éducation musicale à Rome, puis à Naples au Real Collegio di Musica, où il étudie avec le ténor Alessandro Busti, un élève du castrat Girolamo Crescenti. Il fait ses débuts à Naples, au Teatro del Fondo (1834), incarnant Prosdocimo dans Il turco in Italia de Rossini. Son interprétation est considérée à la cour comme un grand succès et lance sa carrière.

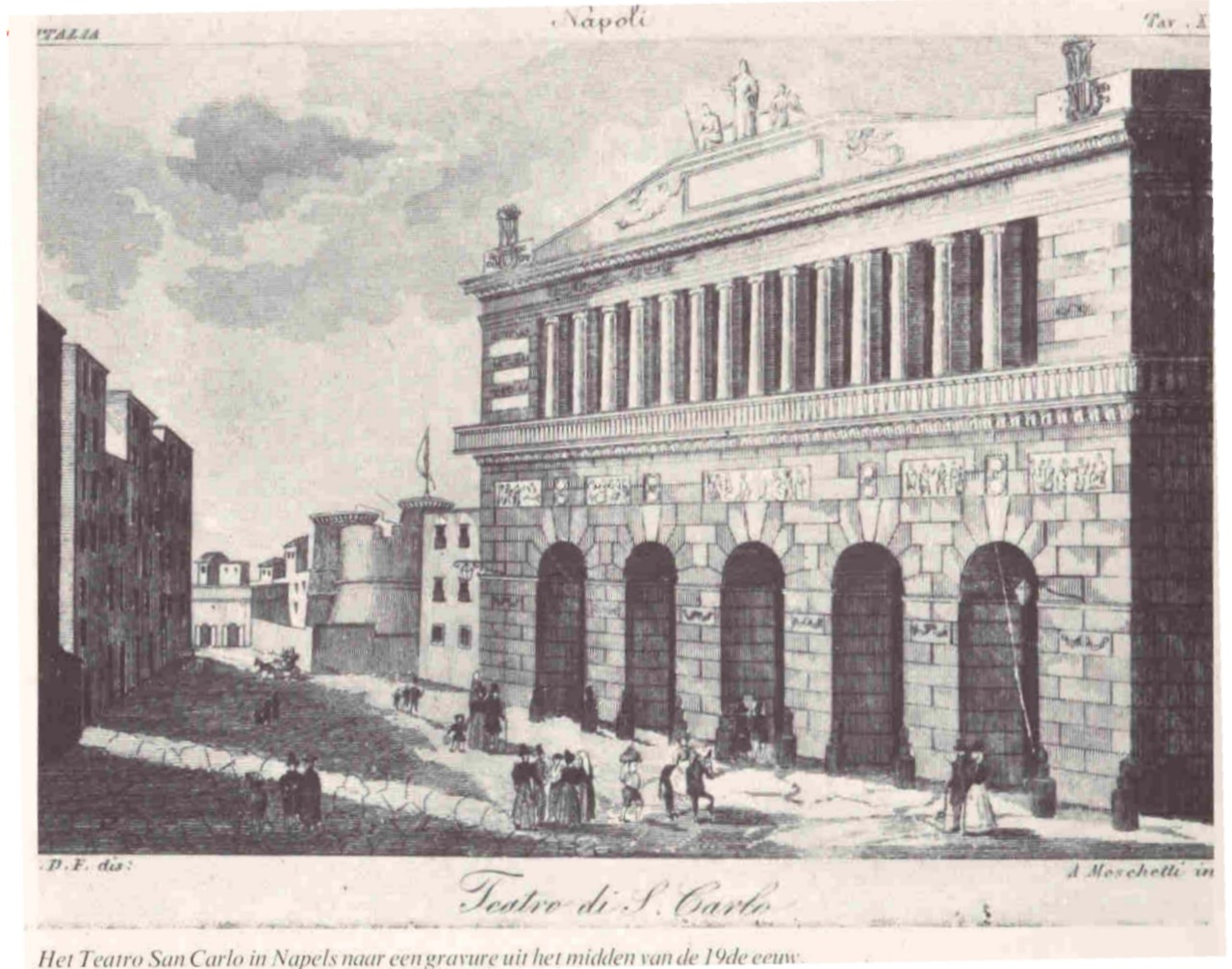
Le Teatro San Carlo de Naples.

Coletti est transféré au Teatro San Carlo voisin, où il chante les rôles colorature et bel canto : La Straniera (Valdeburgo) de Vincenzo Bellini, les  Mosè in Egitto, Maometto II et Semiramide (Assur) de Rossini, ainsi que la cantate Ruggiero de Giuseppe Curci, en janvier 1835. Plus tard cette année-là, Coletti créer son premier de plusieurs rôles dans un opéra de Giovanni Pacini – Briano et Wilfredo dans Ivanhoé. Hors de Naples, Coletti se produit au Carlo Felice de Gênes, pendant la saison 1835-1836, il chante Donizetti (Gemma di Vergy) au Teatro Valle à Rome et dans I Puritani de Bellini, à Padoue en 1836.
Ses quatre ans d'engagement au Teatro Real de São Carlos de Lisbonne (1837-1840), inclus la première production de Don Giovanni de Mozart à Lisbonne, des opéras des frères Ricci, Saverio Mercadante, Giuseppe Persiani et Ferdinand Hérold ainsi que les rôles-titres de Donizetti, Torquato Tasso (janvier 1837) et Marin Faliero, Prospero Salsapariglia dans Le convenienze ed inconvenienze teatrali de Donizetti et le rôle de Visconti dans Beatrice di Tenda de Bellini. Pendant cette période à Lisbonne, Coletti apparaît chaque semaine ou presque dans un nouveau rôle. Il quitte Lisbonne en novembre 1840, après avoir chanté une dernière fois Belcore dans l’Elixir d'amour de Donizetti. Coletti couvrant la plupart du répertoire baryton de bel-canto de Rossini, Bellini et Donizetti.

### Londres 1840

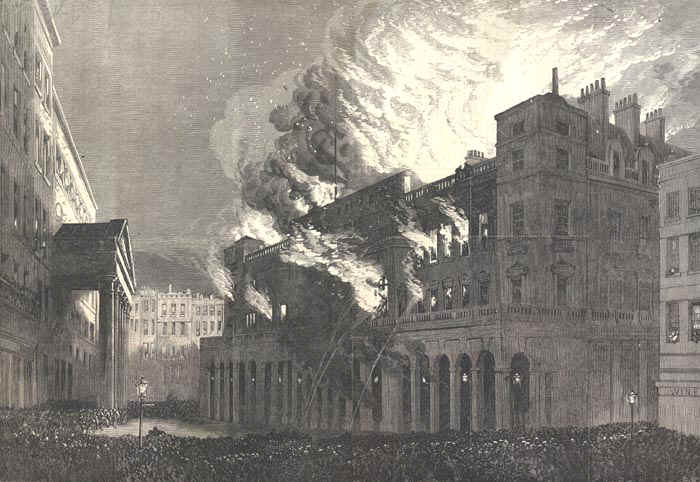
Le théâtre brûle en 1867.

Pierre Laporte, l'imprésario du Théâtre de sa Majesté à Londres, engage Coletti, talentueux, mais inconnu, pour remplacer l'idole du public, le baryton Antonio Tamburini, (1800–1876). Laporte espère se débarrasser du coûteux Tamburini, pensant Coletti son égal et le lance dans I puritani. Mais aussi talentueux que fut Coletti, il n'était pas membre de la « vieille garde » et la diva Giulia Grisi et d'autres, sont à l'instigation d'une émeute.« L'opéra s'est passé dans un calme parfait ; et en effet, était reçu comme à l'habitude avec des applaudissements, dont Coletti, qui a été remplacé par Tamburini, a reçu une très large part — une indication, sans doute, de la part de l'intention des insurgés qu'il n'y avait pas de sentiment personnel à l'encontre de cet excellent artiste. Lorsque l'opéra était fini, les cris ont commencé se soulever par « Laporte ! » et « Tamburini ! » et s'est amplifié et se répandant dans toutes les pièces de la maison, jusqu'à ce qu'ils se gonflent dans une rageuse tempête » Cette émeute est un événement important qui est mentionné dans le Musical Times, à la fin de 1868, lors de l'incendie du Théâtre Haymarket. R. H. Barham décrit l'émeute dans A row in an omnibus  (« boîte de théâtre ») : Une légende de Haymarket (selon le Ingoldsby Legends de Barham) :
| « Though Fiddle-de-dee [c'est-à-dire Tamburini] sings loud and clear, And his tones are sweet, yet his terms are dear! The "glove won't fit!" The deuce a bit. I shall give an engagement to Fal-de-ral-tit! » [Coletti. Le chant de Coletti n'a cependant pas réussi à convaincre complètement le public :] « The Prompter bow'd, and he went to his stall, And the green baize rose at the Prompter's call, And Fal-de-ral-tit sang fol-de-rol-lol; But, scarce had he done When a 'row' begun, Such a noise was never heard under the sun. Fiddle-de-dee! Where is he? He's the Artiste whom we all want to see! » |

Henry Fothergill Chorley écrit :
« L'une des soirées les plus animés de la saison de 1840 a été l'émeute de Tamburini […]. L'intention était l'éviction de cet excellent artiste à son apogée, pour le remplacer par M. Coletti — un autre excellent chanteur, le second par ordre de mérite et d'accomplissement — et fut ressentie avec une l'ardeur d'un feu, dont on n'a pas été témoin souvent. »

### Italie 1841-1846
De retour sur le continent, Coletti chante à Vienne, Bologne et Bergame, où il rencontre Donizetti, qui effectue le voyage de Milan à Bergame pour entendre Coletti jouer son Marin Faliero. À la Scala en 1841, Coletti chante Torquato Tasso de Donizetti et Beatrice di Tenda de Bellini. Il assure la création du rôle d'Edmondo dans Il Proscritto (1841) d'Otto Nicolai. Après avoir créé le rôle-titre du Duca d'Alba de Pacini, au Teatro La Fenice (1842) à Venise, Coletti déménage à Naples, où il restera jusqu'en 1846 comme premier baryton de San Carlo. À Naples, Giovanni Pacini écrit pour lui le rôle de Piero Zampardi dans son opéra Fidanzata Corsa (1842), qui s'est avéré un franc succès pour le rendement de l'opéra et pour Coletti. Il crée également Lusignano dans Caterina Cornaro (1844) de Gaetano Donizetti. L'opéra subi le désastre de l'ouverture de soirée, et Donizetti blâme le casting et l'échec de Coletti. La relation entre les deux est toutefois réparée quelques mois plus tard, lorsque Donizetti retournée à Naples pour monter Maria di Rohan. En 1845, Coletti créer Gusmano de l’Alzira de Verdi. Le ténor Gaetano Fraschini, qui chante souvent avec Coletti, créant le rôle de Zamoro et Eugenia Tadolini chantant le rôle titre. Verdi avait insisté sur la participation par contrat de Coletti et s'est montré fidèle au chanteur de nombreuses années suivantes. Coletti est également le premier choix de Verdi pour l'opéra Una vendetta in domino, destiné à Naples, mais jamais écrit.
Coletti chante en 1846 à Paris, la première représentation de I due Foscari  de Verdi et lors de la saison 1847-48, chante le rôle-titre du Don Giovanni de Mozart et les opéras de Rossini, La Gazza ladra et La Donna del lago. Des représentations à Vienne, Prague, Dresde, Leipzig, Cologne ont suivi.

### Deuxième période de Londres 1847-1851 etI Masnadieri

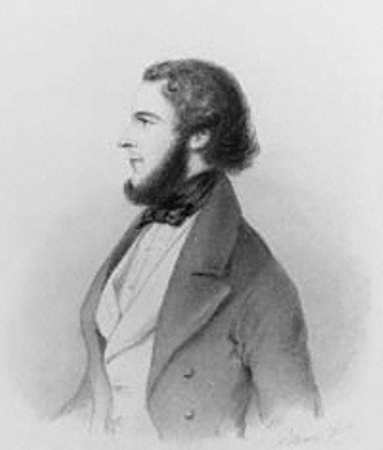
Benjamin Lumley

À la suite de la défection à Covent Garden du baryton vedette Tamburini, Coletti retourne au Her Majesty's Theatre, embauché par le successeur de Laporte, Benjamin Lumley. Lumley choisi Nabucco de Verdi, « afin d'introduire Coletti, qui est apparu dans la partie de la colère du roi (précédemment soutenu par Fornasari) et a été accueilli avec enthousiasme ». Benjamin Lumley est déterminé à obtenir les meilleurs artistes pour son théâtre. Il est en correspondance avec Giuseppe Verdi :

« Dans le but d'obtenir de lui une œuvre destinée aux conseils de Londres. Un opéra sur le thème du « Roi Lear » avait déjà été promis par Verdi, la partie principale étant prévu pour Signor Lablache. Mais à cette occasion, la maladie grave du compositeur avait empêché l'exécution de la conception. Verdi maintenant a offert sa « Masnadieri » composé sur le sujet de la pièce de Schiller bien connue, « Die Räuber », et avec cette proposition j'ai a été obligé de fermer les portes. Le jeudi 2 juillet, « I Masnadieri » (après des répétitions fatigantes dirigées par le compositeur lui-même), a été présenté, avec un casting comprenant Lablache, Gardoni, Coletti, Bouche et, par-dessus tout, Jenny Lind, qui s'est produite seulement pour la seconde fois de sa carrière, dans une partie complètement originale, composée expressément pour elle.
Le théâtre était plein à craquer le soir de la première représentation. L'opéra a été donné avec pour chaque représentation un succès triomphal : le compositeur et tous les chanteurs recevant les plus grands honneurs. En effet, tous les artistes se sont distingués dans leurs différentes parties. Jenny Lind a joué de façon admirable et chante des airs dévolus à son honneur »

Pour Coletti, le rôle de la création de Francesco du I masnadieri de Verdi, dirigé par le compositeur lui-même, a été un succès : « La réception de Coletti par le public, samedi soir, a ajouté un autre laurier au front de M. Lumley et a donné au public une confiance accrue dans toutes les promesses énoncées dans son prospectus si violemment catéchisé. Jamais une saison d'opéra n'a débuté avec tant d'enthousiasme ». Verdi avait réécrit la cabaletta de l'air de Francesco « Tremate o Miseri » après avoir entendu la voix de Coletti. Coletti reste à Londres jusqu'en 1850, chantant divers rôles dans le répertoire de baryton italien, notamment dans Linda di Chamounix, I Puritani, L'elisir d'amore et plus particulièrement, le Doge dans I due Foscari de de Verdi. À Londres, Coletti créer des rôles dans le Florinda de Sigismond Thalberg et I quattro fratelli de Balfe, ainsi que le rôle de Ferdinand dans La tempesta d'Halévy en 1850.

### Maturité 1848-1861

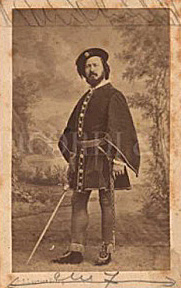
Filippo Coletti à Madrid, habillés en costume d'opéra ([http://www.internetculturale.it/opencms/opencms/it/viewItemMag.jsp?id=oai%3Awww.internetculturale.sbn.it%2FTeca%3A20%3ANT0000%3AMI0285_AS_1440&teca=mag+iccu Archives Ricordi, Milan)

Coletti se produit trois saisons à Saint-Pétersbourg (1848-1851), chantant I Lombardi de Verdi et Guillaume Tell de Rossini. Il voyage  également aux États-Unis et joue à Madrid, lors de la saison 1851-1852
À Rome, Coletti chante Rigoletto en 1851 (l'opéra en raison de la censure étant donné sous le titre de « Viscardello »), I Due Foscari, Ballo in maschera (T. Apollon, 1854) et de I Vespri Siciliani (T. Argentine, 1856). Il a également créé le rôle de Hamlet dans l’Amleto (1860) de Luigi Moroni.
À La Fenice de Venise, Coletti chante dans Lucia di Lammermoor, et I due Foscari et Stiffelio (1852) de Verdi — qu'il avait chanté à La Scala également en 1851). En 1854, pour lui, Verdi transpose dans le grave la partie de Germont dans La traviata. Cette version, interprétée au Théâtre Gallo (Teatro San Benedetto), à Venise, est devenue définitive : La Gazzetta Musicale di Milano soutient que Coletti, dans cette reprise de La Traviata, « avait fait connaître vraiment le caractère de Germont pour la première fois, que Coletti allait ensuite interpréter d'innombrables fois dans tous les théâtres d'Italie ».

En 1857, Coletti créer le rôle-titre du Pelagio de Saverio Mercadante au Teatro San-Carlo, à Naples (1857). Verdi envisageait Coletti dans le rôle-titre dans son opéra Re Lear, pour Naples — mais ne l'a jamais écrit. Dans une lettre de cette période, concernant une reprise de Simon Boccanegra, Verdi écrit :

« Si vous avez vraiment l'intention de monter Boccanegra, une distribution idéale serait Coletti, Fraschini et Penco ainsi qu'une basse profonde, qu'il faudrait encore trouver. Ce serait une erreur que de jouer cet opéra avec une autre distribution ! Il n'y a personne de mieux que Coletti pour le Doge. »

En 1858, le caricaturiste Melchiorre Delfico a dessiné Verdi au piano, en train de répéter Simon Boccanegra. Verdi est représenté au piano dos au spectateur, Coletti à sa droite, lisant une partition de musique, pendant que Fraschini et le reste de la troupe de Simon Boccanegra se tient autour en regardant fixement.

### Retraite
Pendant la saison 1861-1862, Coletti, qui n'est plus le premier choix en Italie, trouve du travail au Teatro Real à Madrid, chantant des opéras de Donizetti et Verdi, ainsi que la Giuditta d'Achille Péri. À Naples, il créer son dernier rôle – Appio Claudio dans Virginia d'Errico Petrella ; mais la voix Coletti s'était détériorée au point qu'il est forcé à la retraite. Après quelques années d'enseignement et vivant entre Rome et Anagni, en 1866, Coletti écrit à Verdi, pour lui demander de l'aide. Verdi répond avec beaucoup de chaleur et de délicatesse, mais ne peut l'aider.

Coletti tente un bref retour en 1867, chantant le rôle de basse de Mefistofeles dans le Faust de Gounod, à Palerme, qui gagne les applaudissements et un examen poli. Un autre rôle de Coletti cette année est Filippo II de Don Carlo de Verdi à Turin. Toujours un artiste bien-aimé à San Carlo de Naples, Coletti est réengagé pour la saison 1868-1869, mais après une « interprétation tempétueuse de l'opéra d'ouverture de la saison, Jone par E. Petrella le 28 octobre, il rompt le contrat et prend sa retraite pour de bon ». Coletti s'installe à Rome, puis dans sa ville natale d'Anagni. Dans ses dernières années Coletti est impliqué dans la vie civique, dans l'enseignement — Édouard de Reszke était l'un de ses élèves — et dans l'écriture. Coletti publie un Album Melodico de chants, un traité sur le chant, La scuola di canto italien (Rome, éd. Forzani 1880) et un essai sur l'état de l'opéra italien, L'Arte Melodrammatica Italiana (éd. Forzani 1883). Rien n'est connu de ses dernières années à Anagni. Coletti travaillait sur une « méthode de chant » restée inachevée à sa mort. Son manuscrit s'interrompt au moment où il écrit : 

« j'ai cesser d'écrire des notes de musique car ma vue, affaibli par mon vieil âge, est de plus en plus obscurci, donc j'ai besoin de suspendre mon travail, avec l'intention de le continuer et l'achever si le bon Dieu veut me garder vivant un peu plus longtemps. »

Coletti est mort en 1894. Dans sa notice nécrologique, dans The Musical Times du 1er août 1894, il est dit de Coletti : « il est aussi mémorable comme le seul artiste en qui Carlyle a vu un mérite à sa célèbre visite à l'opéra. »

## Appréciation critique
Francesco Regli :

« On pourrait dire que Coletti dans sa carrière, n'a jamais eu un moment de repos […]. Pour chanter à un âge avancé, il n'a jamais cessé d'étudier […] On observe avec un grand étonnement la facilité avec laquelle il a exécuté les rôles dramatiques les plus difficiles aussi bien que l'agilité, l'extraordinaire extension de sa voix et la couleur qui est tellement indispensable dans les différents caractères dans la musique. Il est peut-être le seul artiste qui pourrait être fier de tant de talents exquis, les talents, il les a dus non seulement à la nature, mais la persévérance et le dévouement dans l'étude. La facilité avec laquelle il a vocalisé, le fait qu'il maintient toujours une parfaite intonation, offrant toujours à son auditeur un timbre vocal cohérent. Toujours sonore. Il est sans parangon […] »

Thomas Carlyle :

« De l'opéra de Haymarket mon opinion, en fin de compte, qu'est-ce ? : Lustres, candélabres, peinture, dorure à discrétion ; une salle du calife Ar-Aschid, lui qui commandait les esclaves de la Lampe ; une salle comme si elle est apprêtée par les génies, indépendamment du coût. Tissus d'ameublement et dépenses de capital humain, ne pouvait pas faire plus. Artistes, aussi, comme ils sont appelés, ont été réunis pour la fin du monde, indépendamment même de la dépense, de faire danser et chanter, certains d'entre eux ont même des génies dans leur métier. Un chanteur en particulier, appelé Coletti ou quelque un nom de ce genre, me semblait, par le moule de son visage, par les tonalités de sa voix, par son port, tellement loin que j'ai pu lire, pour être un homme de profonde et ardente sensibilités, de délicates intuitions, de justes sympathies ; à l'origine, une âme presque poétique, ou de l'homme de génie, comme nous l'appelons ; estampillé par la Nature, comme capable de beaucoup d'autre travail que de gronder ici, comme un Samson aveugle, pour faire marcher les Philistins ! »

Mémoires de Giovanni Pacini :

« Le célèbre Coletti dans le rôle que je lui ai confié n'était pas en mesure d'être dépassé par tout autre artiste. Même à Paris, lors de la présentation de mon œuvre chanceuse au Théâtre Italien, Coletti fut proclamé « le plus grand », « l'inaccessible ». »

Musical World :

« Coletti a, peut-être, la plus belle voix de baryton que nous ayons jamais écouté. [...] Le style de Coletti est énergique et viril, et le timbre de sa puissante et magnifique voix remplit la totalité du volume du Her Majestie's Theatre. Sa voix est musicale autant que le degré de sa puissance. Les défauts que l'on pose à sa charge – pour qui de nous sans eux? – sont un veux de la couleur dans son expression, une monotonie dans la forme de ses cadences, et une méthode d'atteindre les notes hautes, qui appartient à une mauvaise école de chant. (...) Son inhabituel erreurs d'intonation lui donne un grand avantage sur Ronconi (...) et la puissance de ses poumons auraient enamble lui noyer le moelleux de baryton de Tamburini. Mais d'un autre côté Ronconi, au milieu de ses vacillant de l'intonation, possède une variété de style, et un passionné de l'intensité de l'expression, qui laisserait Coletti loin derrière lui dans les plus hautes exigences de dramatique de la chanson; tandis que Tamburini, de la souplesse de la chanteuse, et un acteur de différentes puissances, est également son supérieur. »

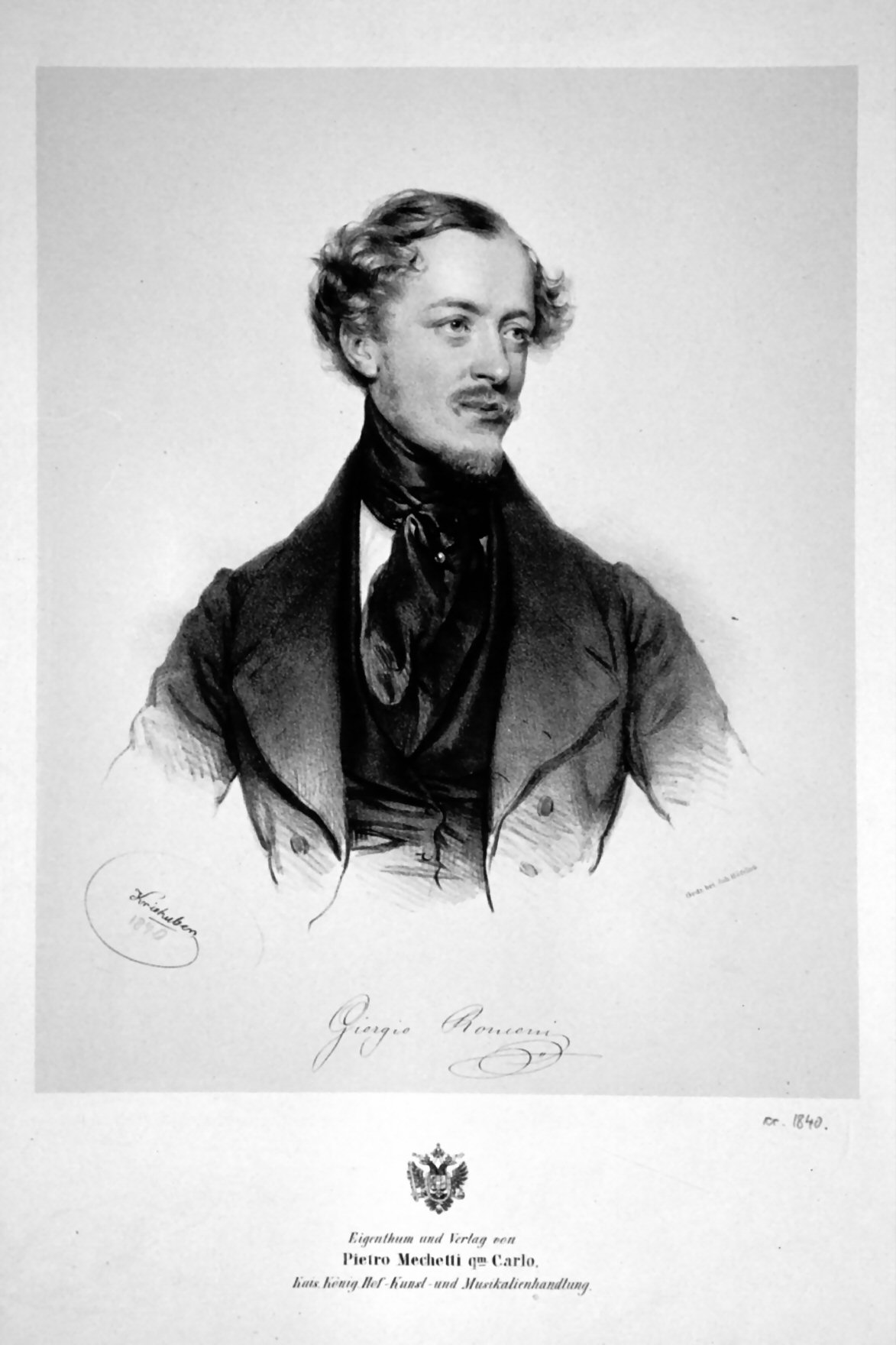
Giorgio Ronconi Lithographie par Josef Kriehuber
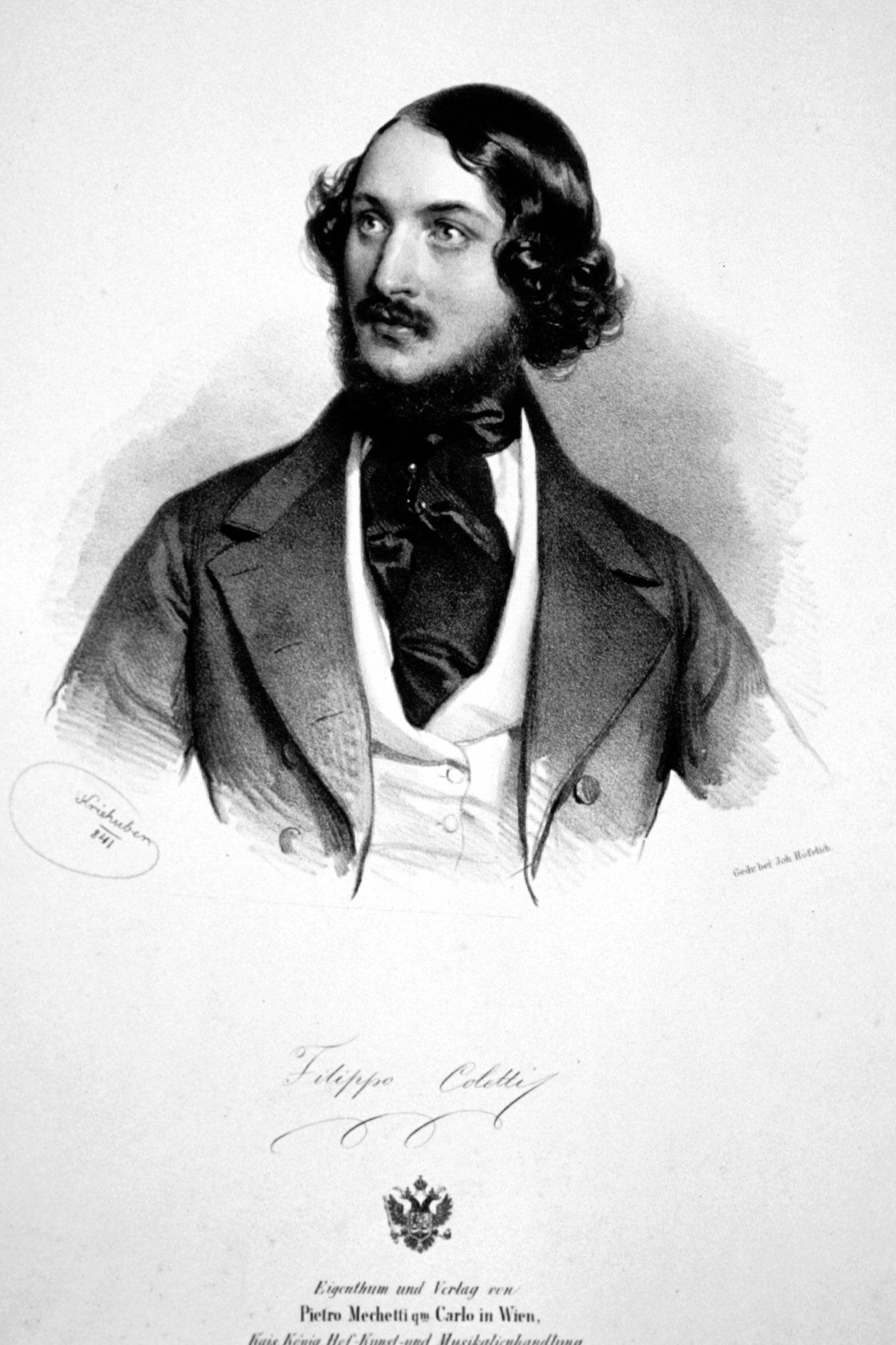
Filippo Coletti Lithographie par Josef Kriehuber
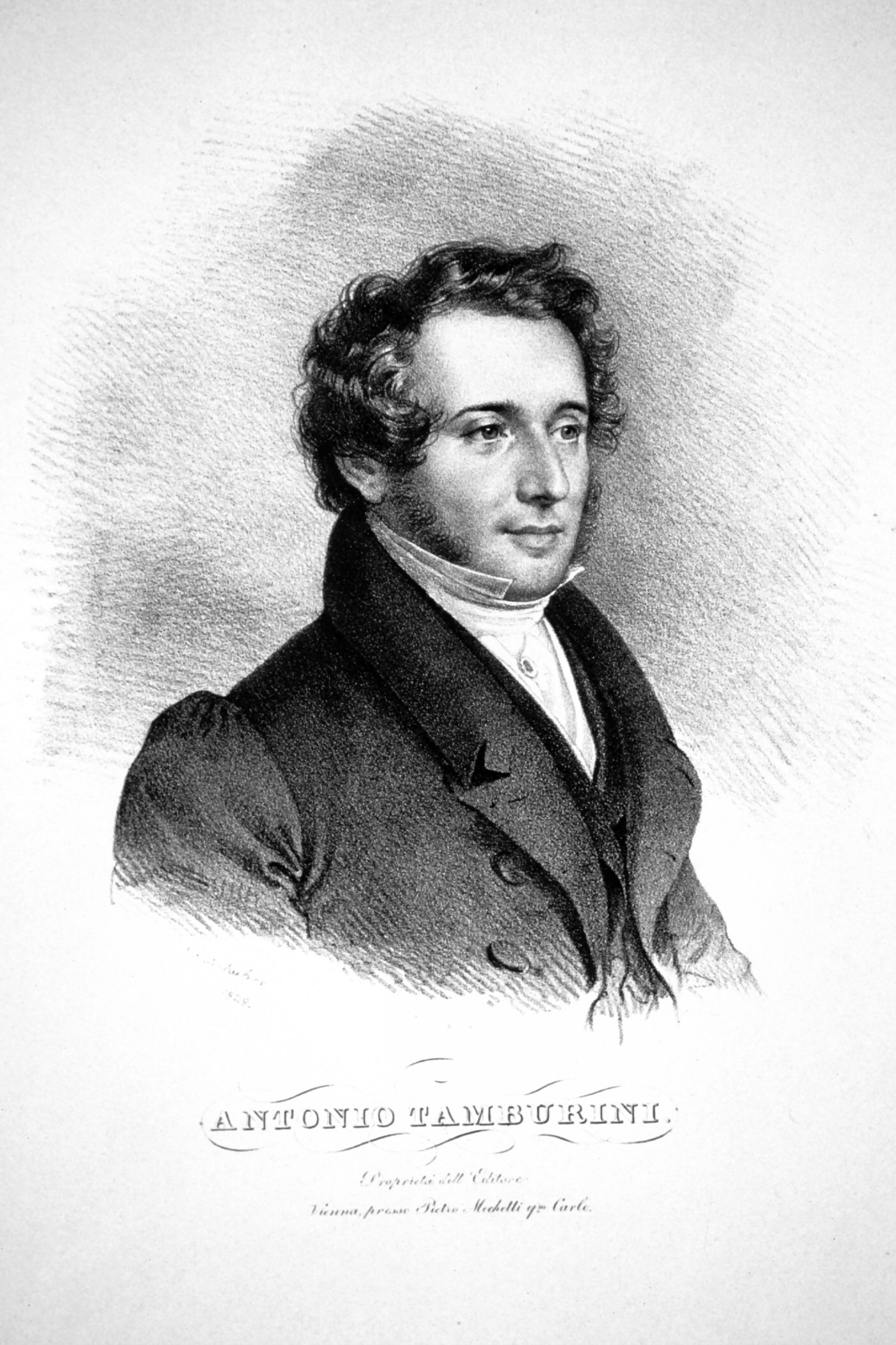
Antonio Tamburini II Lithographie par Josef Kriehuber

## Rôles Créés
- 1835 Briano/Wilfredo Giovanni Pacini Ivanhoé Teatro San Carlo à Naples
- 1836 Rodolfo/Alì Pascia Tommaso Genoves La battaglia di Lépante, le Teatro Valle de Rome
- 1841 Edmondo Otto Nicolai Il Proscritto, à La Scala, Milan
- 1841 Cantareno Carlo Emery Coen (le nom artistique du compositeur Henry Cohen) Antonio Foscarini, le Teatro del Comune, Bologne
- 1842 Piero Zampardi Giovanni Pacini La fidanzata corsa (it) Teatro San Carlo à Naples
- 1842 Egbert Alessandro Curmi Elodia di Herstall 26 septembre 1842 avec Eugenia Tadolini comme Elodia
- 1842 Duca d'Alba Giovanni Pacini Duca d'Alba Teatro La Fenice, Venise
- 1844 Lusignano Gaetano Donizetti Caterina Cornaro Teatro San Carlo à Naples
- 1844 Pietro Candiano IV Giovanni Battista Ferrari Candiano quarto Théâtre Gallo San Benedetto, à Venise
- 1844 Francesco Sforza Battista V. Margherita d'Aragona Teatro San Carlo, Naples (avec Fanny Goldberg comme Margherita)
- 1845 Gusmano Giuseppe Verdi Alzira Teatro San Carlo à Naples
- 1845 Rodrigo de Saverio Mercadante Il Vascello de Gama, le Teatro San Carlo, Naples
- 1845 Gianni di Capua, Giovanni Pacini Stella di Napoli, Teatro San Carlo, Naples
- 1847 Francesco Giuseppe Verdi I masnadieri Haymarket Theatre, Londres
- 1850 Ferdinand Fromental Halévy La tempesta Haymarket Theatre, Londres
- 1851 Ivon Michael William Balfe I quattro fratelli Haymarket Theatre, Londres
- 1851 Manuzza Sigismond Thalberg Florinda Haymarket Theatre, Londres
- 1851 Morillo Gualtiero Sanelli Tradito! La Fenice, Venise
- 1856 Luchino Visconti, Giovanni Pacini Margherita Pusterla Teatro San Carlo à Naples
- 1857 Pelagio De Saverio Mercadante Pelagio Teatro San Carlo À Naples
- 1857 Carlo Gonzague Vincenzo Moscuzza Carlo Gonzague Teatro San Carlo à Naples
- 1858 Guglielmo Belfegor-saltimbanco Giovanni Pacini Il saltimbanco, Teatro Argentina, Rome
- 1860 Hameau Luigi Moroni Amleto
- 1861 Appio Claudio Errico Petrella Virginie, Teatro San Carlo, Naples